# Chadyžensk
Chadyžensk in russo Хадыженск? (anche traslitterato come Hadyžensk, Khadyžensk, Khadyzhensk, Hadyzhensk) è una città della Russia europea meridionale (kraj di Krasnodar), situata sul pedemonte settentrionale della catena del Caucaso, 117 km a sudest di Krasnodar, sul fiume Pšiš (affluente del Kuban'); è compresa amministrativamente nel distretto di Apšeronsk.
La cittadina venne fondata come villaggio di cosacchi (stanica) nel 1864, con il nome di Chadyženskaja (derivante dalla lingua adyghe); la concessione dello status di città è del 1949.
Chadyžensk è una cittadina prevalentemente industriale, specializzata nei comparti meccanico (costruzione di macchine) e forestale; nel circondario è attiva anche l'estrazione del petrolio.

## Società

### Evoluzione demografica
Fonte: mojgorod.ru
- 1939: 8.500
- 1959: 20.200
- 1979: 17.800
- 1989: 19.000
- 2002: 21.286
- 2007: 20.800